# Эрикссон, Петер
Пе́тер Э́рикссон (швед. Peter Eriksson; 2 февраля 1964 — 30 июля 2014) — шведский кёрлингист.
В составе мужской сборной Швеции участник чемпионата мира 1996.

## Команды
| Сезон   | Четвёртый           | Третий             | Второй           | Первый          | Запасной           | Турниры           |
| ------- | ------------------- | ------------------ | ---------------- | --------------- | ------------------ | ----------------- |
| 1995—96 | Микаэль Хассельборг | Стефан Хассельборг | Ханс Нурдин      | Петер Эрикссон  | Ларс-Оке Нурдстрём | ЧМ 1996 (5 место) |
| 2005—06 | Петер Эрикссон      | Андерс Краупп      | Christer Rickman | Антон Сандстрём |                    |                   |
| 2006—07 | Андерс Краупп       | Per Sodergren      | Петер Эрикссон   | Антон Сандстрём |                    |                   |

(скипы выделены полужирным шрифтом)